# Germanité
 (juin 2018).
Si vous disposez d'ouvrages ou d'articles de référence ou si vous connaissez des sites web de qualité traitant du thème abordé ici, merci de compléter l'article en donnant les références utiles à sa vérifiabilité et en les liant à la section « Notes et références ».
 (juin 2018).
Sa qualité peut être largement améliorée en utilisant un vocabulaire plus directement compréhensible.
La germanité est un terme utilisé pour désigner des individus issus par filiation d'une même alliance,.
Dans la culture française, il est admis que la germanité désigne donc les frères et sœurs descendants d'un même couple de parents. On parle ensuite de cousins germains pour distinguer les enfants descendants de chacun des frères et sœurs.
Cependant la germanité désigne par ailleurs tout cas de fraternité à Ego par une alliance commune ; il s'agit donc d'un élément terminologique utilisé par les anthropologues, notamment en anthropologie comparée, propre à étudier les structures de parenté et identifier une relation de consanguinité. Dès lors, Claude Lévi-Strauss inhibe et retire toute essence à la germanité dans la signification qu'il donne à la notion d'atome de parenté, c'est-à-dire toute structure de parenté élémentaire : n'apparaissent en effet que les relations Ego (X), Father-Ego (F-X), Mother-Ego (M-X), Mother Brother's-Ego (MB-X). Ce dernier lien MB-X est relaté par le terme d'avunculat. La germanité est effective dans l'étude de l'anthropologue français, au travers du lien M-MB, mais il déconsidère, sous une forme d'ethnocentrisme, la capacité parentélaire[Quoi ?] de la femme. En effet, Levi-Strauss ne la perçoit en élément atomique uniquement pour sa qualité de marchandise à la prohibition de l'inceste, théorie structuraliste visant à démontrer l'usage universel et dynamique de toute société, par l'échange des femmes.
La germanité serait donc un caractère essentiel au sein de la parenté, relatant de la covivance[Quoi ?] au sein de génération, en filiation d'une même alliance reconnue.